# 北区 (浜松市)
北区（きたく）は、浜松市を構成していた行政区のうちの1つ。
2024年（令和6年）1月1日に行政区の統合・再編が行われ、三方原地区は中央区へ、それ以外の地区は浜名区へ移行され消滅した。

## 概要
浜松市三方原・都田・新都田と2005年合併前の旧引佐郡引佐町、細江町、三ケ日町からなる。合併以前から引佐地区（主に旧細江町、旧引佐町）は浜松のベッドタウン的な役割を果たしてきた。
新都田にある都田テクノポリスは先端技術の発信地として工業都市浜松の中枢をなす地域として発展している。北部は豊かな森林が広がる。

### 面積
面積は、天竜区に次いで2番目に大きな区である。南部は中区、西区、また東区と接し、住宅や工場などが多い地域だが、愛知県新城市と接する北部は豊かな森林地帯となっており、自然を多く残す区である。

### 人口
2010年に行われた国勢調査時点の北区の人口は9万4,680人で、7つの行政区の中では5番目の人口である。近年、新都田や細江町中川など新興住宅地が発展している一方で、北部山林地帯の過疎化の波は食い止め切れていない。

## 歴史
- 1981年（昭和56年）- 浜松地域テクノポリス建設構想調査地域の指定を受諾（区内の新都田地区）。
- 1996年（平成8年）10月1日 - 浜松市フルーツパーク開園。
- 2005年（平成17年）7月1日 - 引佐郡細江町・引佐町・三ケ日町を浜松市に編入。引佐地域自治区、細江地域自治区、三ケ日地域自治区が設けられ、旧3町の役場庁舎を利用して「総合事務所」が設置される。
- 2007年（平成19年）3月3日 - 三ケ日町が三ヶ日町に[3]、三ケ日地域自治区が三ヶ日地域自治区に表記変更[注釈 2]。
- 2007年（平成19年）4月1日 - 浜松市の政令指定都市移行に伴い北区が発足。浜松北地域自治区が設置される。旧3町の総合事務所を地域自治センターに改める。
- 2012年（平成24年）3月31日  - 北区内に設けていた4つの地域自治区を廃止。自治区毎の地域協議会は区の協議会に一本化し、翌4月1日に地域自治センターを協働センターに改称する。

### 行政区域の沿革
- 1889年（明治22年）4月1日 - 町村制の施行により、後の本区域に引佐郡気賀町中川村、都田村、井伊谷村、奥山村、金指町、伊平村、鎮玉村、敷知郡三方原村、東浜名村、西浜名村が発足。
- 1896年（明治29年）4月1日 - 郡制の施行のため、敷知郡三方原村が浜名郡、東浜名村、西浜名村が引佐郡の所属となる。
- 1922年（大正11年）5月1日 - 引佐郡西浜名村が町制施行して三ヶ日町となる。
- 1953年（昭和28年）4月1日 - 引佐郡井伊谷村が金指町を編入のうえ町制施行・改称して引佐町となる。
- 1954年（昭和29年）7月1日 - 浜名郡三方原村が浜松市に編入。
- 1955年（昭和30年）
  - 3月31日
    - 引佐郡都田村が浜松市に編入。
    - 引佐郡三ヶ日町・東浜名村が合併して三ケ日町が発足（総務庁の告示により「ケ」が大文字になる）。

  - 4月1日 - 引佐郡気賀町・中川村が合併して細江町が発足。
  - 5月1日 - 引佐郡引佐町・奥山村・伊平村・鎮玉村が合併し、改めて引佐町が発足。
- 2005年（平成17年）7月1日 - 引佐郡引佐町・細江町・三ケ日町が浜松市に編入。
- 2007年（平成19年）4月1日 - 浜松市の政令指定都市移行に伴い、北区が発足。
- 2024年（令和6年）1月1日 - 浜松市の行政区再編により、初生町・三方原町・東三方町・豊岡町・三幸町・大原町・根洗町が中央区、残部が浜名区の一部となる。同日北区廃止。

## 地区構成
都田地区
（都田町、滝沢町、鷲沢町、新都田）
東名高速道路より北部に位置する地域で、古くからの農家や大きな畑など比較的のどかな風景が広がるが、近年浜松環状線や都田テクノロードの整備などにより、住宅や工場などが目立つようになってきた。特に新都田の都田テクノポリス周辺は大企業の研究施設や、大型ショッピングセンター、新興住宅が立ち並ぶ。
三方原地区
（初生町、三方原町、根洗町など）
金指街道（国道257号）や姫街道（県道261号）沿いに商店や住宅が密集している。古くからの商店も多い。
細江地区
（細江町）
国道362号や天竜浜名湖鉄道の線路沿いに商店や住宅が密集している。中川には工業団地や新興住宅街もあり、農地と住宅地が程よく混在している。
引佐地区
（引佐町）

三ヶ日地区
（三ヶ日町）
国道362号が東西に、国道301号が南北に走っている。天竜浜名湖鉄道に加え、東名高速道路三ヶ日ICがあり、交通の便が良い。また、三ヶ日JCTより南の湖西市豊橋市方面に高規格道路を延伸する計画があり、「浜松三ヶ日・豊橋道路」（仮称）には、国土交通省による調査が入っている。（2017年現在）そして、有料の東名高速道路を使わない場合、隣接する豊橋・豊川方面との結びつきが深く交流も深いものがある。里山の緩斜面を利用したみかんの栽培が盛んである。三ヶ日みかんの名称で関東、中京方面に流通する。水田は少ない。

## 区内の町

### 旧浜松市
- 新都田（しんみやこだ）地区
  - 新都田（しんみやこだ）[注釈 3]：一丁目～五丁目
- 三方原（みかたはら）地区
  - 大原町（おおはらちょう）
  - 豊岡町（とよおかちょう）
  - 根洗町（ねあらいちょう）
  - 初生町（はつおいちょう）
  - 東三方町（ひがしみかたちょう）
  - 三方原町（みかたはらちょう）
  - 三幸町（みゆきちょう）
- 都田（みやこだ）地区
  - 滝沢町（たきさわちょう）
  - 都田町（みやこだちょう）
  - 鷲沢町（わしざわちょう）

### 引佐地区
- 引佐町井伊谷（いなさちょういいのや）
- 引佐町伊平（いなさちょういだいら）
- 引佐町奥山（いなさちょうおくやま）
- 引佐町金指（いなさちょうかなさし）
- 引佐町狩宿（いなさちょうかりやど）
- 引佐町川名（いなさちょうかわな）
- 引佐町黒渕（いなさちょうくろぶち）
- 引佐町渋川（いなさちょうしぶかわ）
- 引佐町四方浄（いなさちょうしほうじょう）

- 引佐町白岩（いなさちょうしらいわ）
- 引佐町田沢（いなさちょうたざわ）
- 引佐町田畑（いなさちょうたばたけ）
- 引佐町栃窪（いなさちょうとちくぼ）
- 引佐町兎荷（いなさちょうとっか）
- 引佐町西久留女木（いなさちょうにしくるめき）
- 引佐町西黒田（いなさちょうにしくろだ）
- 引佐町花平（いなさちょうはなだいら）
- 引佐町東久留女木（いなさちょうひがしくるめき）

- 引佐町東黒田（いなさちょうひがしくろだ）
- 引佐町別所（いなさちょうべっしょ）
- 引佐町的場（いなさちょうまとば）
- 引佐町三岳（いなさちょうみたけ）
- 引佐町谷沢（いなさちょうやざわ）
- 引佐町横尾（いなさちょうよこお）
- 神宮寺町[注釈 4]（じんぐうじちょう）

### 細江地区
- 細江町小野（ほそえちょうおの）

- 細江町気賀（ほそえちょうきが）

- 細江町中川（ほそえちょうなかがわ）

- 細江町広岡（ほそえちょうひろおか）

- 細江町三和（ほそえちょうみわ）

### 三ヶ日地区
- 三ヶ日町宇志（みっかびちょううし）
- 三ヶ日町大崎（みっかびちょうおおさき）
- 三ヶ日町大谷（みっかびちょうおおや）
- 三ヶ日町岡本（みっかびちょうおかもと）
- 三ヶ日町上尾奈（みっかびちょうかみおな）
- 三ヶ日町駒場（みっかびちょうこまば）
- 三ヶ日町佐久米（みっかびちょうさくめ）

- 三ヶ日町下尾奈（みっかびちょうしもおな）
- 三ヶ日町只木（みっかびちょうただき）
- 三ヶ日町都筑（みっかびちょうつづき）
- 三ヶ日町津々崎（みっかびちょうつづさき）
- 三ヶ日町釣（みっかびちょうつり）
- 三ヶ日町鵺代（みっかびちょうぬえしろ）

- 三ヶ日町日比沢（みっかびちょうひびさわ）
- 三ヶ日町平山（みっかびちょうひらやま）
- 三ヶ日町福長（みっかびちょうふくなが）
- 三ヶ日町本坂（みっかびちょうほんざか）
- 三ヶ日町摩訶耶（みっかびちょうまかや）
- 三ヶ日町三ヶ日（みっかびちょうみっかび）

## 行政

### 北区役所
区役所は旧細江総合事務所（細江町気賀）に設置。2024年（令和6年）1月1日、浜名区への移行後は浜松市北行政センターとなった。

### 協働センター・市民サービスセンター
- 三方原協働センター （三方原町）
- 都田協働センター （都田町）
- 細江協働センター （細江町気賀。浜松市みをつくし文化センター内。）
- 引佐協働センター （引佐町井伊谷）
- 三ヶ日協働センター （三ヶ日町三ヶ日）
- 新都田市民サービスセンター （新都田三丁目）

## 公共施設

### 国の施設
- 浜松公共職業安定所 細江出張所（細江町広岡）

### 県の施設
- 静岡県細江警察署（細江町気賀）
  - 引佐町交番（神宮寺町）
  - 中川交番（細江町中川）
  - 三方原北交番（三方原町）
  - 三ヶ日町交番（三ヶ日町岡本）
  - 都田交番（新都田二丁目）
  - 引佐北部警察官駐在所（引佐町田沢）
  - 大崎警察官駐在所（三ヶ日町大崎）
  - 都筑警察官駐在所（三ヶ日町都筑）
- 静岡県企業局（初生町）
- 初生浄水場（初生町）
- 都田浄水場（都田町）
- 浜松工業技術センター（新都田一丁目）

### 市の施設
- 浜松市大原浄水場（大原町）
- 都田配水場 （新都田一丁目）
- 浜松市北消防署（細江町三和）
  - 曳馬野出張所（三方原町）
  - 三ヶ日出張所（三ヶ日町三ヶ日）
  - 引佐出張所（引佐町東黒田）
- 三ヶ日保健センター（三ヶ日町三ヶ日）
- 浜松市教育センター（東三方町）
- 浜松市立図書館
  - 引佐図書館（引佐町井伊谷）
  - 細江図書館（細江町気賀）
  - 三ヶ日図書館（三ヶ日町宇志）
  - 都田図書館（都田町）
- 浜松市かわな野外活動センター（引佐町川名）
- 老人福祉センター萩原荘（初生町）

### 郵便
集配等を行う郵便局のみを掲載する。
- 浜松北郵便局（初生町）
- 細江郵便局（細江町気賀）
- 三ヶ日郵便局（三ヶ日町三ヶ日）
- 引佐郵便局（引佐町金指）
- 渋川郵便局（引佐町渋川）

## 本社を置く企業
- ローランド
- ローランド ディー. ジー.
- エフ・シー・シー
- パルステック工業
- ボス

## 健康

### 平均年齢
2015年（平成27年）10月1日時点における北区民の平均年齢は次のとおりである。
- 全体 - 46.05 歳
  - 男性 - 44.50 歳
  - 女性 - 47.57 歳

### 医療施設
- 聖隷三方原病院
- 引佐赤十字病院

## 教育

### 大学
- 常葉大学浜松キャンパス
- 聖隷クリストファー大学

### 高等学校
- 聖隷クリストファー高等学校
- 浜松啓陽高等学校
- 静岡県立浜松工業高等学校
- 静岡県立浜松湖北高等学校

### 中学校
- 浜松市立北星中学校
- 浜松市立都田中学校
- 浜松市立三方原中学校
- 浜松市立細江中学校
- 浜松市立引佐南部中学校
- 浜松市立引佐北部中学校
- 浜松市立三ヶ日中学校
- 聖隷クリストファー中学校

### 小学校
- 浜松市立三方原小学校
- 浜松市立豊岡小学校
- 浜松市立都田小学校
- 浜松市立都田南小学校
- 浜松市立初生小学校
- 浜松市立気賀小学校
- 浜松市立西気賀小学校
- 浜松市立伊目小学校
- 浜松市立中川小学校
- 浜松市立井伊谷小学校
- 浜松市立金指小学校
- 浜松市立奥山小学校
- 浜松市立三ヶ日東小学校
- 浜松市立三ヶ日西小学校
- 浜松市立平山小学校
- 浜松市立尾奈小学校
- 浜松市立引佐北部小学校
- 聖隷クリストファー小学校

### 特別支援学校
- 静岡県立西部特別支援学校
- 静岡県立浜松みをつくし特別支援学校

### 幼稚園
- 浜松市立豊岡幼稚園
- 浜松市立三方原幼稚園
- 浜松市立初生幼稚園
- 浜松市立西気賀幼稚園
- 浜松市立伊目幼稚園
- 浜松市立中川幼稚園
- 浜松市立中央幼稚園
- 浜松市立高台幼稚園
- 浜松市立引佐幼稚園
- 浜松市立金指幼稚園
- 浜松市立奥山幼稚園
- 浜松市立伊平幼稚園
- 浜松市立引佐北部みさと幼稚園
- 浜松市立尾奈幼稚園
- 浜松市立大崎幼稚園
- 浜松市立平山幼稚園
- 百花幼稚園
- 旭ヶ丘幼稚園
- 気賀幼稚園
- 三松幼稚園

#### 保育園
- 浜松市立三方原保育園
- 浜松市立引佐保育園
- 浜松市立都筑保育園
- 浜松市立三ヶ日保育園
- はぐみなの風保育園
- れんりの子
- ひがしみかた保育園
- 初生保育園
- たんぽぽ保育園
- ひまわり保育園
- ひまわり第二保育園
- はらっぱ保育園
- 細江保育園
- チャイルドスクエア浜松三ヶ日

## 交通

### 鉄道
天竜浜名湖鉄道
- 天竜浜名湖線：フルーツパーク駅 - 都田駅 - 常葉大学前駅 - 金指駅 - 岡地駅 - 気賀駅 - 西気賀駅 - 寸座駅 - 浜名湖佐久米駅 - 東都筑駅 - 都筑駅 - 三ヶ日駅 - 奥浜名湖駅 - 尾奈駅

### 路線バス
- 遠鉄バス
- 浜松市自主運行バス
  - 浜松北地域バス｢にこにこバス｣
  - 細江地域バス｢細江みをつくしバス｣（予約制）
  - 三ヶ日地域バス｢オレンジふれあいバス｣
  - 引佐地域バス｢いなさみどりバス｣（予約制）
  - 奥山～気賀駅前線
- 新城市Sバス長篠山吉田線（引佐町田沢地域に乗り入れ）

### 道路
高速道路
- 東名高速道路
  - 浜名湖SA - 三ヶ日IC - 三ヶ日JCT
- 新東名高速道路
  - 本線：浜松SA/SIC - 浜松いなさJCT
  - 引佐連絡路：浜松いなさJCT - 浜松いなさIC - 三ヶ日JCT
- 三遠南信自動車道
  - 渋川寺野IC - 浜松いなさ北IC - 浜松いなさJCT

国道
- 国道257号（金指街道）
- 国道301号
- 国道362号

## 主な文化施設・公園など
- 浜松市三ヶ日文化ホール（三ヶ日町三ヶ日）
- 浜松市みをつくし文化センター（細江町気賀）
- 姫街道と銅鐸の歴史民俗資料館（細江町気賀）
- はままつフルーツパーク時之栖（都田町）
- サーラ音楽ホール（新都田三丁目）
- 都田総合公園（新都田一丁目）
- 奥山高原（引佐町奥山）
- 細江公園（細江町気賀）
- 細江総合体育センター（細江町中川）
- 引佐総合体育館（引佐町井伊谷）
- 三ヶ日B&G海洋センター（三ヶ日町都筑）

## 観光
南部の浜名湖（奥浜名湖）と北部の山林地帯に恵まれ、観光名所も多い。

### 観光名所
- 浜名湖
- 猪鼻湖
- 都田川
- 湖北五山
  - 方広寺
  - 龍潭寺
  - 宝林寺
  - 大福寺
  - 摩訶耶寺
- 竜ヶ岩洞
- 鷲沢風穴
- 井伊谷宮
- 気賀関所
- 浜松市フルーツパーク
- 静岡県立観音山少年自然の家
- 初生衣神社
- 鈴木家住宅

## 出身有名人
- 井伊直虎（戦国時代の領主）
- 井伊直政（戦国武将、彦根藩初代藩主）
- 夏目琢史（歴史学者）
- 白柳秀湖（小説家）
- 鷹森立一（映画監督）
- 河合克敏（漫画家）
- 天竜三郎（力士）
- 清水睦子（バレーボール選手）
- 鈴木孝幸（競泳選手）
- 八木亜希子（アナウンサー）
- 川合千里（アナウンサー）
- 内山絵里加（アナウンサー）
- 小椋寛子（歌手・女優）
- イシヅカユウ（ファッションモデル）